# Tommy Morgan
Thomas Morgan Edwards, más conocido como Tommy Morgan (Los Ángeles, 4 de diciembre de 1932 - 23 de junio de 2022), fue un armonicista y músico de sesión estadounidense que inició su carrera en la década de 1950. Se le considera uno de los intérpretes de armónica más prolíficos del mundo, tocando en las bandas sonoras de más de 500 películas y apareciendo en álbumes de Neil Diamond, Carly Simon, Barry Manilow, Barbra Streisand y Eric Carmen, entre otros.
En 2001, Morgan recibió el Premio a la Trayectoria otorgado por la Sociedad para la Preservación y el Avance de la Armónica.

## Colaboraciones destacadas
- Randy Newman - Randy Newman (1968)
- Playing Possum - Carly Simon (1975)
- Beautiful Noise - Neil Diamond (1976)
- Making a Good Thing Better - Olivia Newton-John (1977)
- I'm Glad You're Here with Me Tonight - Neil Diamond (1977)
- Don't Cry Out Loud - Melissa Manchester (1978)
- Change of Heart - Eric Carmen (1978)
- Barry - Barry Manilow (1980)
- Dolly, Dolly, Dolly - Dolly Parton (1981)
- Peter Cetera - Peter Cetera (1981)
- Looking Back with Love - Mike Love (1981)
- Love Will Turn You Around - Kenny Rogers (1982)
- Lush Life - Linda Ronstadt (1984)
- Jump! - Van Dyke Parks (1984)
- Emotion - Juice Newton (1987)
- The Rumour - Olivia Newton-John (1988)
- The Crossing - Paul Young (1993)
- The Christmas Album, Volume II - Neil Diamond (1994)
- Orange Crate Art - Brian Wilson, Van Dyke Parks (1995)
- White Christmas - Rosemary Clooney (1996)
- Signs of Life - Steven Curtis Chapman (1996)
- Peace on Earth - Peabo Bryson (1997)
- Pianist, Arranger, Composer, Conductor - Richard Carpenter (1998)
- A Love Like Ours - Barbra Streisand (1999)
- October Road - James Taylor (2002)
- Midnight - Diane Schuur (2003)
- That Lucky Old Sun - Brian Wilson (2008)
- Dreams - Neil Diamond (2010)
- It's the Girls! - Bette Midler (2014)